# 高棉猪笼草
高棉猪笼草（学名：Nepenthes thorelii）是中南半岛特有的热带食虫植物。科学家对于高棉猪笼草的了解较少，也很少进入栽培，但在园艺贸易中，其他类群常被错误的标识为高棉猪笼草。高棉猪笼草曾被认为可能已灭绝了，但又在2011年重新被发现。

## 植物学史
1862年至1866年，克洛维斯·托雷尔（Clovis Thorel）在越南首次采集到了高棉猪笼草。在此期间，克洛维斯·托雷尔采集到了许多高棉猪笼草，其全部都被标记为“Thorel 1032”。其中一份具下位笼的雄性植株标本被指定为选模标本。其与一份由具上位笼的雌性植株组成的等模标本一起存放于位于巴黎的法国国家自然历史博物馆内。第二份等模标本存放于茂物植物园植物标本馆（BO）中。此外，一份编号为“Thorel 1032”的标本存放于纽约植物园内。
1909年，法国植物学家保罗·亨利·勒孔特在他的期刊《Notulae systematicae》中正式命名了高棉猪笼草。1979年，宋（Leo C. Song）在一篇发表于《食虫植物通讯》中的文章中提及了高棉猪笼草红色变型（N. thorelii f. rubra），但其为裸名。
1983年，布鲁斯·李·贝德纳（Bruce Lee Bednar）写道。被标记为贡布猪笼草（N. kampotiana）的栽培植株被认为是高棉猪笼草和奇异猪笼草（N. mirabilis）的自然杂交种，在一些列表中还被非正式的命名为卢卡菲猪笼草（N. × lecouflei）。布鲁斯·李·贝德纳在园艺贸易中注意到了一种被称为“长绿高棉”的品种，其被许多人认为是奇异猪笼草的泰国变型，而另一种被称为“短圆”的品种，其叶片具柔毛，及矮胖的捕虫笼，这可能才是真正的高棉猪笼草。如果事实如此，那就意味着其不是人工杂交种，如八丈猪笼草（N. 'Hachijo'）和光琴猪笼草（N. 'Effulgent Koto'）都为奇异猪笼草的中间型，而非杂交种。
1997年，马修·杰布和马丁·奇克在其专著《猪笼草属（猪笼草科）的框架性修订》中，选定了存放于法国国家自然历史博物馆中的雄性高棉猪笼草标本作为选模标本。他们还指出，高棉猪笼草与近缘类群安南猪笼草（N. anamensis）和斯迈尔斯猪笼草（N. smilesii）之间的界定还存在问题。
高棉猪笼草内化合物已被用于研究。1998年的一篇文章报道称高棉猪笼草内的萘醌具有抗疟活性。其次，2007年的一篇报道称有学者对若干猪笼草物种捕虫笼内液体中的猪笼草蛋白酶的同工酶组成进行了研究，其中包括了被称为高棉猪笼草的物种。2012年的一项对猪笼草消化液抗菌性的研究也设计一种被称为高棉猪笼草的物种。
2009年11月，在互联网上出现了一张高棉猪笼草的照片，其所示原生地位于越南海拔0至200米处。2011年2月，查尔斯·克拉克和弗朗索瓦·梅（François Mey）去往照片的拍摄地，但未找到任何该物种的植株。
2011年8月，在越南西宁省的军事禁区内重新发现了高棉猪笼草。该分布由弗朗索瓦·梅、阿拉斯泰尔·罗宾逊及胡志明市热带生物研究所植物标本馆（VNM）馆长等估计约100人组成的队伍发现。2011年8月6日，阿拉斯泰尔·罗宾逊在网上公布了这一发现：
|  | 截至今日，高棉猪笼草的模式产地被正式迁至越南西宁省……对该原生地标本的研究后发现，其与1909年勒孔特的描述极好的符合，并与巴黎植物标本中的标本完美的匹配。因此，这是第一次该物种被正式的确定及采集……。鉴于最近该类群可能受到盗采者的破坏，所以胡志明市热带生物研究所的会议决定，在可见的未来不会公开该地点的详细信息——我们与之进行考察是为了保护这一极其濒危的类群。 |

## 形态特征
高棉猪笼草为灌木，茎呈圆柱形，可高达40厘米，直径为4至8毫米。高棉猪笼草具有发达多年生根茎，每年雨季会从根茎处抽出许多侧芽。根茎部不规则分支，可宽达2厘米。
高棉猪笼草的叶片呈线形－披针形至窄倒卵形，可长达26厘米，宽至3厘米。叶尖为急尖至渐尖。叶片基部抱茎，下延至茎，形成两个宽至2.5厘米的翼。中脉两侧各有2至4条纵脉。羽状脉众多，弯曲至叶尖。
高棉猪笼草的下位笼呈卵形，可高达11.5厘米，宽至4.5厘米。下位笼为浅绿色，具红斑，笼盖为红色。腹面具一对可宽至8毫米的笼翼。翼须可长达5毫米，间距约为2毫米。笼口为卵形至三角形，倾斜。唇前部宽约2至4毫米，基部可宽达7毫米。唇肋间隔为0.25至0.4毫米。唇齿长为0.2至0.5毫米。笼盖为卵形至圆形，可长达3.5厘米，宽至2.8厘米。笼盖底部具许多突出的蜜腺，特别是靠近中线基部附近。蜜腺宽0.3至0.7毫米。笼盖边缘的蜜腺稀疏且小型，宽约0.15毫米。笼盖基部后方的笼蔓尾不分叉，长2至4毫米。
高棉猪笼草的上位笼为倒卵形，笼口下缩窄。笼蔓不形成笼蔓圈。其体型与下位笼类似，可高达12.5厘米，宽至4.5厘米。笼翼缩小至宽为1至1.5毫米，翼须短渐尖，长约1.5毫米，间隔为3至7毫米。笼口为斜口且向下凹。唇宽3至5毫米，唇边缘呈波浪状。笼盖类似于下位笼。
高棉猪笼草的花序为总状花序。总花梗长8至18厘米，花序轴可长达50至70厘米。每个花梗带一朵花，长约6毫米，可能具苞片。
高棉猪笼草具单一或分叉的毛被，其长为0.3至0.4毫米。
近藤勝彦1969年的研究表示高棉猪笼草二倍体染色体数目为78。但君特·鲁道夫·霍伊布尔（Günther Rudolf Heubl）和安德烈亚斯·维斯图巴发现其染色体数目应为80，现在其已被接受为猪笼草属所有物种的二倍体数目。

## 生态关系
仅肯定高棉猪笼草存在于其模式标本采集地越南。
高棉猪笼草存在于海拔0至200米的热带稀树草原中。在旱季，野火会将所有的地上植被烧毁，而高棉猪笼草只剩下一个休眠的根茎。等到雨季来时，它会再次萌发。
由于对高棉猪笼草的自然分布范围尚未完全了解，所以根据2000年的评估，他被列入了《2006年世界自然保护联盟濒危物种红色名录》中，保护状况为数据缺乏。

## 相关物种
高棉猪笼草与中南半岛的另一种猪笼草——斯迈尔斯猪笼草（N. smilesii）之间存在着密切的近缘关系。这两种猪笼草有一些相似的形态特征，如都具窄小线形叶片，叶基抱茎。此外，斯迈尔斯猪笼草与高棉猪笼草的原生地一致。
高棉猪笼草的显著特征包括其粗大根茎，无笼蔓圈及大型的花序。但尚未清楚中南半岛的猪笼草可变性程度，所以很难将其界定区分。
高棉猪笼草也类似于柬埔寨的波哥猪笼草（N. bokorensis），它们有以下几个方面的不同。首先，波哥猪笼草的叶片为无柄至具小柄，且仅略微下延。相比之下，高棉猪笼草的叶片抱茎，叶基下延呈两个可宽达2.5厘米的翼。此外，高棉猪笼草的捕虫笼几乎呈卵形，而波哥猪笼草仅下半部为卵形，上半部则为圆柱形。
在食虫植物数据库中，分类学家简·斯洛尔（Jan Schlauer）将素叻猪笼草（N. suratensis）列为高棉猪笼草的疑似同物异名。

## 自然杂交种
已记录到了假定为奇异猪笼草与高棉猪笼草的自然杂交种。2011年，在高棉猪笼草的模式产地发现了与奇异猪笼草的简单及复杂杂交种。

## 扩展阅读
- 中南半岛的猪笼草
- 2011年重新发现高棉猪笼草时的录像 （页面存档备份，存于）
- 食虫植物照片搜寻引擎中高棉猪笼草的照片 （页面存档备份，存于）

 维基共享资源上的相關多媒體資源：高棉猪笼草
 維基物種上的相關：高棉猪笼草